# NGC 3827
NGC 3827 este o radiogalaxie situată în constelația Leul. A fost descoperită în 29 decembrie 1861 de către Heinrich Louis d'Arrest. Se află la o distanță de 48,79 de megaparseci de Pământ.